# Età edoardiana

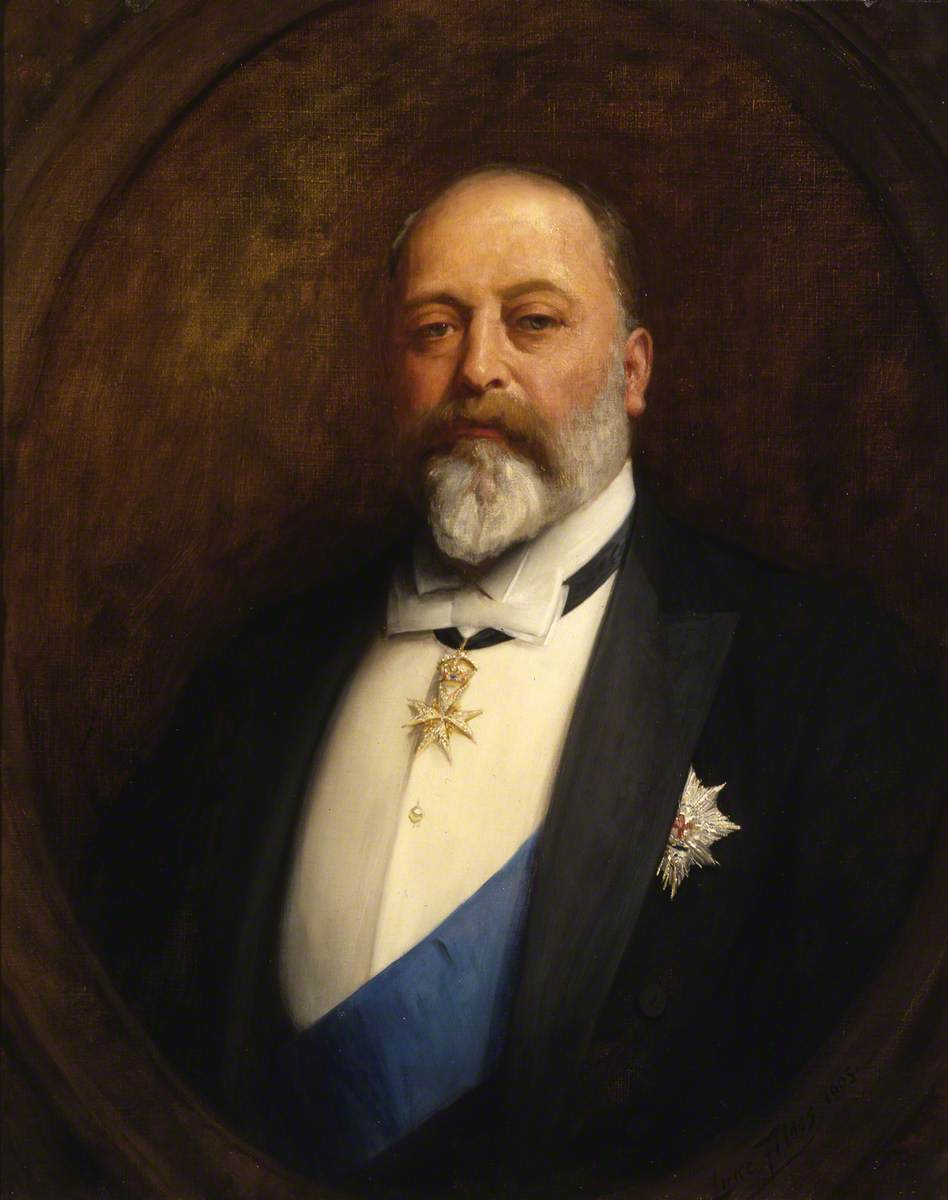
Edoardo VII del Regno Unito

Il periodo edoardiano o età edoardiana nel Regno Unito è il periodo che coincide con il regno di Edoardo VII del Regno Unito (1901-1910).
La morte della Regina Vittoria il 22 gennaio 1901 e la successione al trono del figlio Edoardo segnò l'inizio di un nuovo secolo e la fine dell'Età vittoriana. Mentre Vittoria rifuggiva la società, Edoardo fu il leader di un'élite alla moda che stabilì uno stile influenzato dall'arte e dalle mode dell'Europa continentale - forse a causa della passione del Re per i viaggi. L'età fu contrassegnata da importanti mutamenti in politica mentre settori della società che erano stati largamente esclusi dall'esercizio del potere in passato, come gli operai comuni e le donne, divennero sempre più politicizzati.
L'età edoardiana viene spesso estesa oltre la morte di Edoardo avvenuta nel 1910, per includere gli anni fino all'affondamento del Titanic nel 1912, fino all'inizio della prima guerra mondiale nel 1914, o fino alla fine della stessa guerra, nel 1918. Per la fine della guerra, il modo di vita edoardiano, come le sue intrinseche discrasie di benessere e potere, era divenuto sempre più anacronistico agli occhi della popolazione che aveva sofferto durante la guerra e che era stata esposta agli elementi dei nuovi mezzi di comunicazione di massa che denunciavano l'ingiustizia della divisione di classe.

## Classe e società
Da un punto di vista sociale, l'età edoardiana fu un periodo durante il quale il sistema di classi Britannico fu molto rigido. Tuttavia, i mutamenti economici e sociali crearono anche un ambiente in cui si realizzò una maggiore mobilità sociale come mai prima d'allora. Questi mutamenti comprendevano un aumento dell'interesse verso il socialismo, un'attenzione alle condizioni dei poveri e delle donne, compreso il soggetto del suffragio femminile, insieme alle aumentate opportunità economiche come risultato della rapida industrializzazione. Questi mutamenti furono accelerati dallo strascico della prima guerra mondiale.
Le classi inferiori, come durante i periodi precedenti, erano state segregate dalla "società" aristocratica e mercantile, e avevano condotto vite lontane dal relativo lusso goduto dalle altre classi.

### Moda
Le classi elevate si dedicarono allo sport nel tempo libero, il che portò a rapidi sviluppi nella moda, perché si rese necessario un abbigliamento più comodo e versatile. Lo strettissimo busto, o corsetto, fu modificato, e più tardi il suo uso quotidiano venne gradualmente abbandonato.

## Arti
L'età edoardiana divenne anche nota come Belle Époque. Nonostante la sua breve vita, questo periodo si caratterizzò per uno stile unico in architettura, moda e modo di vita. L'Art Nouveau esercitò una forte influenza. Ad oggi l'organizzazione inglese Victorian Society si occupa della salvaguardia e della cura delle architetture edoardiane.

### Letteratura
Nella narrativa, alcuni dei nomi più in vista furono Herbert George Wells, John Galsworthy, Arnold Bennett, Joseph Conrad, Edward Morgan Forster, Kenneth Grahame, Lucy Maud Montgomery e P.G. Wodehouse. Oltre a questi scrittori famosi, questo fu un periodo in cui un numero enorme di romanzi e di storie brevi fu scritto e consumato, e venne emergendo un'importante distinzione tra letteratura intellettuale e romanzo popolare. Tra le opere più famose della critica letteraria ci fu la "Tragedia shakespeariana" (Shakespearean Tragedy), di A.C. Bradley (1904). I giornali quotidiani di massa, controllati da baroni della stampa come i fratelli Harmsworth, Alfred Harmsworth, primo visconte Northcliffe e Harold Harmsworth, primo visconte Rothermere, assunsero un'importanza via via maggiore.

### Musica
I mezzi di registrazione musicali, come i cilindri di cera suonati sui fonografi, erano di qualità mediocre. Gli spettacoli dal vivo, sia amatoriali che professionistici, godevano di molta popolarità. Henry Wood, Edward Elgar, George Butterworth e Thomas Beecham erano tutti attivi. Le bande militari di ottoni suonavano spesso all'aperto nei parchi nel corso dell'estate.

### Arti performative
Il cinema era alla sua infanzia e il pubblico preferiva gli spettacoli dal vivo ai film. I Music hall erano molto popolari e diffusi; artisti famosi erano Vesta Tilley (che recitava in abiti maschili) e il comico Little Tich.
Il teatro fu contrassegnato dal sorgere del New Drama, e dalle opere di George Bernard Shaw, Harley Granville Barker, e da importazioni continentali di Henrik Ibsen e Gerhardt Hauptmann. Il sistema attore/manager, di cui furono precursori Sir Henry Irving, Sir George Alexander, e Sir Herbert Beerbohm Tree, si avviò invece al declino.

### Architettura
Importanti architetti furono Edwin Lutyens, John Belcher, Charles Rennie Mackintosh e Giles Gilbert Scott.

## Affondamento del Titanic
Tra i vari eventi negativi dell'età edoardiana, oltre alle numerose battaglie sul campo inglese ed europeo, quello che risulta il più tristemente famoso è il naufragio del Titanic, avvenuto durante il viaggio inaugurale, nella notte tra il 14 e il 15 aprile 1912, nelle fredde acque dell'oceano Atlantico, dopo la collisione con un iceberg. Quella notte persero la vita circa 1 500 persone e solo in 700 si salvarono. La tragedia aprì una vasta inchiesta negli Stati Uniti e in Inghilterra per capire il motivo del disastro.

## Scienza e tecnologia
Il volgere del secolo vide molte grandi innovazioni. Europei continentali, come Max Planck, Albert Einstein, e Sigmund Freud producevano alcuni dei loro lavori più grandi. Venne assegnato il primo Premio Nobel ed Ernest Rutherford pubblicò il suo libro sulla radioattività. I primi segnali radio transatlantici furono inviati da Guglielmo Marconi, e i Fratelli Wright si librarono nel loro primo volo.
Per la fine di questo periodo, Louis Blériot aveva attraversato la Manica in volo, la più grande nave del mondo, l'Olympic, aveva salpato per il suo viaggio inaugurale, le automobili erano divenute una vista comune, e il Polo Sud era stato raggiunto dalle spedizioni di Roald Amundsen e poi di Robert Falcon Scott.

## Sport

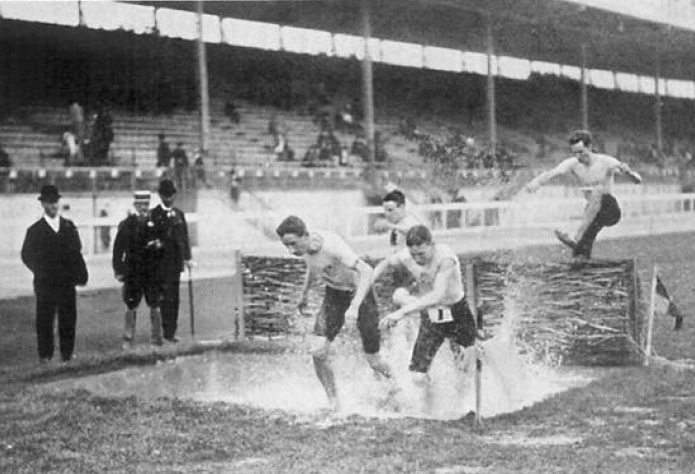
Giochi Olimpici di Londra, 1908: Il passaggio della riviera nei 3200 metri siepi

I Giochi della IV Olimpiade furono tenuti a Londra nel 1908. La popolarità degli sport tendeva a seguire la divisione in classi, con tennis e vela popolari tra i ricchi e il calcio tra i più poveri.

## Politica ed eventi significativi
Nei primi anni di questo periodo, la seconda guerra boera in Sudafrica aveva diviso il paese in fazioni pro- e contro- la guerra. Grandi oratori, come il liberale David Lloyd George che parlò contro la guerra, esercitarono un'influenza via via maggiore, benché i politici pro-guerra, come il conservatore Joseph Chamberlain, detenessero il potere. Le politiche imperialistiche dei Conservatori si dimostrarono alla fine impopolari e alle elezioni generali del 1906 i Liberali vinsero con un enorme scarto. Il governo liberale non fu in grado di portare avanti tutto il proprio programma radicale senza il sostegno della Camera dei Lords, largamente Conservatrice. Il conflitto tra le due Camere del Parlamento sull'argomento del Bilancio del Popolo (People's Budget) portò alla riduzione del potere dei pari nel 1910. Le elezioni generali del gennaio di quell'anno portarono a una situazione senza maggioranza di nessuno dei due partiti, con il potere diviso tra Laburisti e Nazionalisti Irlandesi.

## Percezioni
L'età edoardiana viene spesso vista come l'Età d'Oro romantica di lunghi pomeriggi estivi, ricevimenti all'aperto e cappelli a larghe falde; questa percezione culturale venne principalmente creata da coloro i quali serbavano un ricordo nostalgico dell'età edoardiana guardando indietro alla loro infanzia o giovinezza attraverso i vasti, tetri e orridi abissi della Grande Guerra. Successivamente, si guardò all'età edoardiana con ironia, un mediocre periodo di piacere tra le grandi conquiste dell'età vittoriana che la precedette e la grande catastrofe della guerra che sarebbe venuta dopo. Oggi, l'immenso e reale abisso tra i ricchi e i poveri osservabile durante l'età edoardiana ha condotto a valutazioni più sobrie, che tentano di fornire un ritratto di quel periodo come annunciante mutamenti nella vita politica e sociale che faceva presagire. Il popolare romanzo di Robert Tressell Filantropi dai calzoni laceri ("The Ragged Trousered Philanthropists"), è un pregnante esempio di critica sociale del tempo.